# Jeffrey Rauch
Jeffrey Baron Rauch, né le 29 novembre 1945 à New York, est un mathématicien américain connu pour ses travaux sur les équation aux dérivées partielles.

## Biographie
Jeffrey Rauch obtient un B.Sc. à l'université Harvard en 1967, puis un Ph.D. à l'université de New York en 1971 sous la direction de Peter Lax. À partir de cette date il est professeur à l'université du Michigan, émérite en 2015.
Il a été membre de nombreuses universités dans le monde, et notamment en France à l'école polytechnique, l'école normale supérieure (Paris), l'institut des hautes études scientifiques, l'université Paris VI, l'université Sorbonne-Paris-Nord et les universités de Bordeaux, Marseille et Nice.
Il a encadré 10 thèses dont celles de Maria Schonbek et Susanne Brenner.
Il est l'auteur de nombreuses publications consacrées aux équations aux dérivées partielles dont certaines publiées avec Guy Métivier, Claude Bardos, Grégoire Allaire et Gérard Mourou.
Il a été membre de nombreux conseils de recrutement et d'évaluation aux États-Unis et en France, éditeur dans les revues Bulletin of the American Mathematical Society et Journal of Hyperbolic Differential Equations.

## Ouvrages
- (en) J. Rauch, Partial Differential Equations, vol. 128, Springer-Verlag Graduate Text in Mathematics, 1991 (ISBN 978-0-3879-7472-9, lire en ligne)
- (en) J. Rauch, Hyperbolic Partial Differential Equations and Geometric Optics, vol. 133, American Mathematical Society, 2012 (ISBN 978-0-8218-7291-8)

## Distinctions

### Prix
- Phi Beta Kappa, Harvard, 1967
- Prix de la Journée des fondateurs, Université de New York, 1971
- Prix de reconnaissance du corps professoral de l'université du Michigan, 1974
- Reconnaissance du statut d'instructeur exceptionnel par l'assemblée des étudiants du Michigan, 1990
- Prix d'excellence en recherche de l'université du Michigan, 1996
- Membre de l'American Mathematical Society, 2012[4]

### Colloques
- Colloque « Systèmes hyperboliques et oscillations » de l'université de Bordeaux dédié à Jeffrey Rauch, 18-20 mai 2006
- Colloque « Contemporary Microlocal Analysis » en l'honneur de Jeffrey Rauch, université de Montpellier, 13-14 avril 2017

### Publications sur les travaux de Jeffrey Rauch
- Cédric Villani, Théorème Vivant, vol. chapitre 36, Bernard Grasset, 2011